# John Gadbury

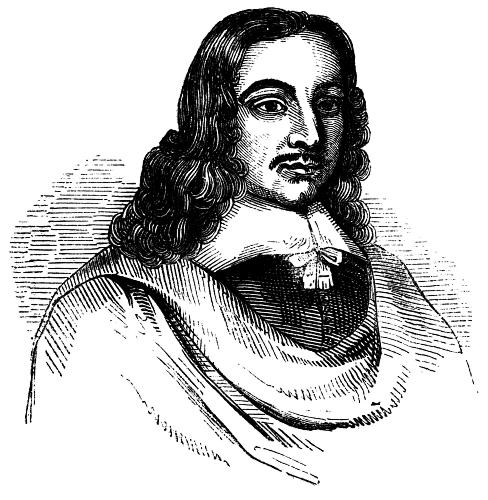
John Gadbury

John Gadbury (* 1. Januar 1627 in Wheatley, Oxfordshire; † Ende März 1704 in London) war ein englischer Astrologe.

## Leben und Werk
John Gadbury war der illegitime Sohn des Farmers William Gadbury aus Worminghall und Frances, einer Tochter des Parlamentsmitglieds und wohlhabenden Adligen aus Oxfordshire, Sir John Curzon of Waterperry, der römisch-katholischen Glaubens war und seine Tochter aufgrund dieser nicht standesgemäßen Beziehung enterbte.
Gadbury wuchs in ärmlichen Verhältnissen auf und wurde im Alter von rund 14 Jahren zu Thomas Niclas, einem Schneider in Oxford, in die Lehre gegeben. Möglicherweise kam es später zu einer Versöhnung mit dem wohlhabenden Großvater, der Gadbury eine weitergehende Ausbildung ermöglicht haben könnte. Nachweise sind nicht überliefert; Gadbury selbst gab später an, er habe in Oxford Physik und Astrologie studiert.
1644 verließ Gadbury Oxford, um in London Schüler von William Lilly zu werden, der in jener Zeit der „englische Merlin“ genannt wurde und als führender Astrologe Englands galt. Bei ihm lernte Gadbury neben den Grundlagen der Astrologie und Wahrsagerei auch die Errechnung von Ephemeriden sowie die Almanach-Herstellung.
Um 1648 heiratete er zum ersten Mal; aus der Ehe ging 1651 ein Sohn, John, hervor, der nur ein Jahr alt wurde. Seine Frau starb vor 1681; 1687 ging Gadbury eine zweite Ehe ein, die kinderlos blieb.
In der Folge schloss er sich diversen religiösen Gruppen an, den Presbyterianern, den Independents und 1648 der Quäker-Sekte des Ranters Abiezer Coppe, von der er sich 1651 wieder trennte. Politisch war er zunächst Anhänger der Levellers. 1652 kehrte er möglicherweise nach Oxfordshire zurück, um nicht nur seinen Großvater zu treffen, sondern auch ein Studium der Astrologie unter Nicolas Fiske aufzunehmen. 1655 veröffentlichte er erstmals seine jährlichen Ephemeriden und 1656 seine Emendation of Hartgil’s Astronomical Tables („Verbesserung von Hartgils astronomischen Tabellen“), die Lilly mit einem Vorwort versah. Im selben Jahr erschienen seine zweibändigen Cœlestis Legatus, or the Celestial Ambassadour, astronomically predicting the grand Catastrophe that is probable to befall the most of the kingdoms and countries of Europe und 1658 Genethlialogia, or the Doctrine of Nativities sowie The Doctrine of Horary Questions, Astrologically handled (versehen mit seinem von T. Cross erstellten Porträt).
Unter Oliver Cromwells Herrschaft änderten sich Gadburys politische Überzeugungen. Er wurde Royalist, wandte sich der politischen Rechten unter den Torys zu und konvertierte zum katholischen Glauben. Dies führte zu Spannungen mit Lily, der auf Seiten der Parlamentarier stand. Es kam zum Zerwürfnis; Gadburys 1661 erschienene Horoskopsammlung trug nun die Druckerlaubnis und ein Vorwort des Hofastrologen und Rivalen George Wharton, worauf Lily Gadbury in einer Schrift als „Olivers Erfüllungsgehilfen“ bezeichnet. Zwischen den früheren Freunden und engen Kollegen entspann sich ein tiefer Streit, den sie öffentlich in ihren Schriften austrugen. 1674 beschrieb Lilly diejenigen Personen, die – wie auch Gadbury – unter dem Aszendent des Skorpions geboren sind, als kriminell und betrügerisch, worauf Gadbury mit einer scharfen Verteidigungsschrift an „Opa Lilly“ reagierte. Lilly reagierte nun seinerseits unter dem Pseudonym Bentivolio Philo-Huff-Lash mit A just reward for unreasonable service or, An Answer to J. G.’s late Hectorisme for Scorpio, &c. London 1675, in dem er Gadbury als „gefährlichen Don Quixote“ bezeichnete.
Auch mit seinem Schüler John Partridge geriet Gadbury in Feindschaft, während einige wenige, unter ihnen Elias Ashmole oder John Aubrey, sich als seine Anhänger bekannten. Partridge war Mitglied der Whigs und Protestant, während Gadbury wie sein Großvater mittlerweile römisch-katholischen Glaubens war. Darüber hinaus hing Gadbury in seiner astrologischen Arbeit dem höfischen Regiomontanus-Häusersystem an, während Partridge das Placidus-Häusersystem neu entwickelt hatte.
Am 2. November 1679 wurde Gadbury inhaftiert und fälschlicherweise einer Beteiligung an der Papisten-Verschwörung beschuldigt, wovon er 1681 freigesprochen wurde und Haftentschädigung erhielt. Im Juni 1690 wurde er einer Verschwörung gegen Wilhelm III. (Oranien) verdächtigt und verbrachte erneut einige Wochen in Haft, ohne dass es zum Prozess kam oder er verurteilt wurde.
Der Todeszeitpunkt Gadburys ist nicht eindeutig überliefert. Zeitgenössische Dokumente sprechen von Ende März oder erwähnen lediglich, dass er am 28. März 1704 in St. Margaret’s Church, Westminster, begraben wurde.